# Premio Kniksen 2013
Il premio Kniksen 2013 è stata la 24ª edizione dell'omonima manifestazione in cui sono stati premiati, da parte della Norsk Toppfotball, i protagonisti del calcio norvegese per la stagione 2013. I premi istituiti per questa edizione sono stati sei: Årets Tippeliga-målvakt (miglior portiere della Tippeligaen), Årets Tippeliga-forsvarsspiller (miglior difensore della Tippeligaen), Årets Tippeliga-midtbanespiller (miglior centrocampista della Tippeligaen), Årets Tippeliga-angrepsspiller (miglior attaccante della Tippeligaen), Årets Tippeliga-trener (miglior allenatore della Tippeligaen) e Årets spiller i Adeccoligaen (miglior giocatore dell'Adeccoligaen). Per le prime cinque categorie, riservate alla massima divisione locale, sono stati scelti cinque candidati, rivelati in data 23 ottobre 2013. Per l'ultima categoria, i candidati sono stati sei, rivelati il 16 ottobre.
Quattro dei cinque premi riservati all'Eliteserien sono andati a tesserati dello Strømsgodset, formazione fresca vincitrice del campionato: Adam Larsen Kwarasey ha vinto come miglior portiere, Lars-Christopher Vilsvik come miglior difensore, Stefan Johansen come miglior centrocampista e Ronny Deila come miglior allenatore. Frode Johnsen dell'Odd, capocannoniere del campionato, è stato nominato miglior attaccante. Papa Alioune Ndiaye si è aggiudicato la palma di miglior giocatore della 1. divisjon.

## Risultati

### Årets Tippeliga-målvakt
| Candidato               | Club         |
| ----------------------- | ------------ |
| Rune Almenning Jarstein | Viking       |
| André Hansen            | Odd          |
| Adam Larsen Kwarasey    | Strømsgodset |
| Piotr Leciejewski       | Brann        |
| Ørjan Nyland            | Molde        |

### Årets Tippeliga-forsvarsspiller
| Candidato                | Club         |
| ------------------------ | ------------ |
| Cristian Gamboa          | Rosenborg    |
| Johan Lædre Bjørdal      | Viking       |
| Tore Reginiussen         | Rosenborg    |
| Fredrik Semb Berge       | Odd          |
| Lars-Christopher Vilsvik | Strømsgodset |

### Årets Tippeliga-midtbanespiller
| Candidato           | Club         |
| ------------------- | ------------ |
| Michael Barrantes   | Aalesund     |
| Christian Grindheim | Vålerenga    |
| Mike Jensen         | Rosenborg    |
| Stefan Johansen     | Strømsgodset |
| Petter Vaagan Moen  | Lillestrøm   |

### Årets Tippeliga-angrepsspiller
| Candidato            | Club         |
| -------------------- | ------------ |
| Christian Gytkjær    | Haugesund    |
| Abderrazak Hamdallah | Aalesund     |
| Frode Johnsen        | Odd          |
| Riku Riski           | Hønefoss     |
| Øyvind Storflor      | Strømsgodset |

### Årets Tippeliga-trener
| Candidato           | Club         |
| ------------------- | ------------ |
| Ronny Deila         | Strømsgodset |
| Jostein Grindhaug   | Haugesund    |
| Per Joar Hansen     | Rosenborg    |
| Kjell Jonevret      | Viking       |
| Ole Gunnar Solskjær | Molde        |

### Årets spiller i Adeccoligaen
| Candidato            | Club       |
| -------------------- | ---------- |
| Sivert Heltne Nilsen | Hødd       |
| Papa Alioune Ndiaye  | Bodø/Glimt |
| Arild Østbø          | Strømmen   |
| Vieux Sané           | Bodø/Glimt |
| Oddbjørn Skartun     | Bryne      |
| Mads Stokkelien      | Stabæk     |